# Heinrich Bone

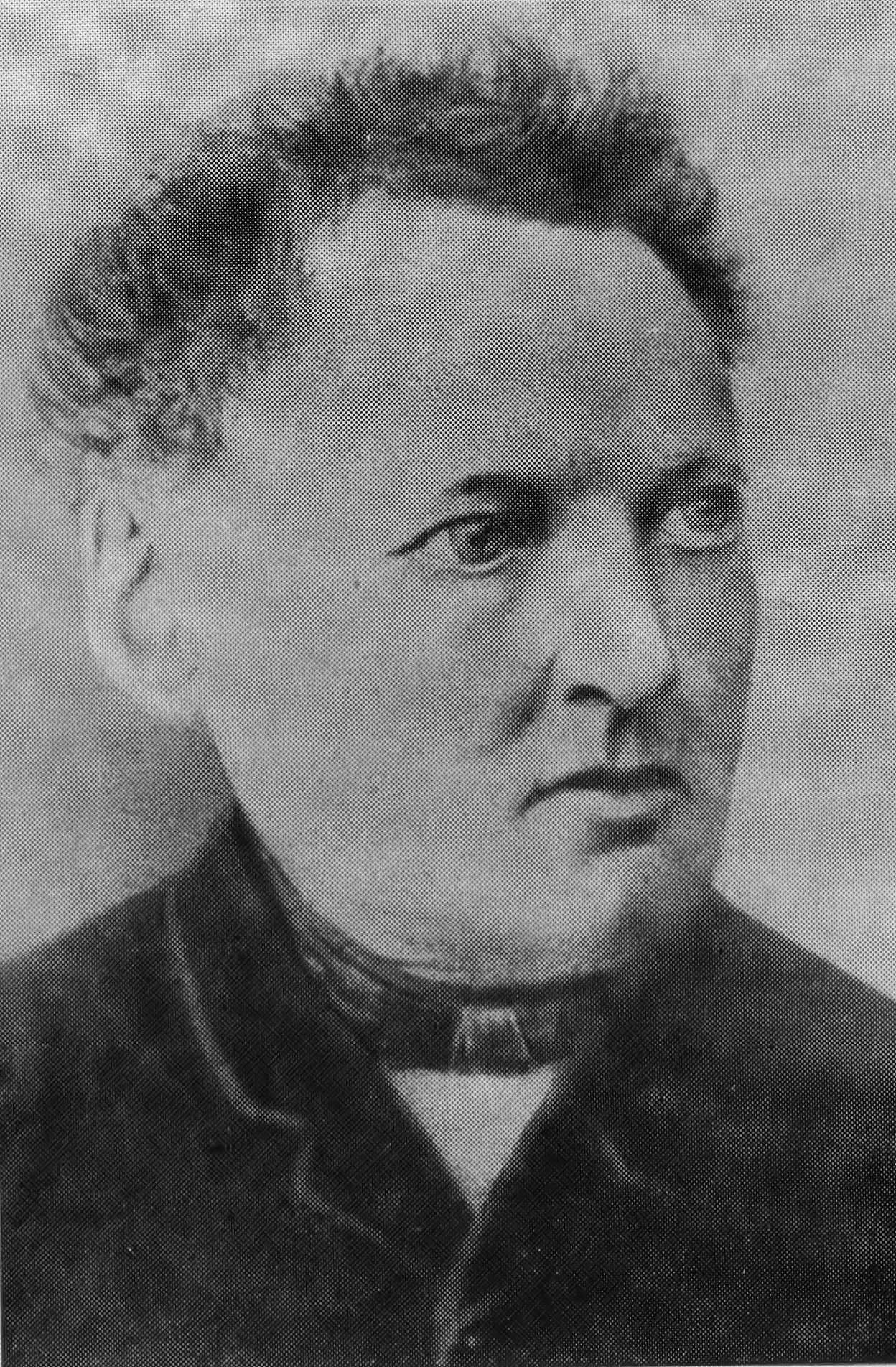
Heinrich Bone

Heinrich Bone (* 25. September 1813 in Drolshagen; † 10. Juni 1893 in Hattenheim, heute ein Stadtteil von Eltville am Rhein) war ein deutscher Gymnasiallehrer.

## Leben
Heinrich Bone wurde als ältestes von sechs Kindern im sauerländischen Drolshagen geboren. Seine Eltern, Mathäus Bone und dessen Ehefrau Elisabeth geb. Kramer, betrieben dort eine kleine Knopffabrikation, eine Gastwirtschaft und etwas Landwirtschaft. (Lage Geburtshaus)
Nach dem Besuch der Volksschule in seinem Heimatort besuchte er von 1825 an zunächst das Progymnasium in Attendorn und das Gymnasium Laurentianum in Arnsberg, ab 1830 das Gymnasium Petrinum Recklinghausen, wo er 1831 das Abitur ablegte. Von 1832 bis 1835 studierte Bone Klassische Philologie, Philosophie und Theologie in Bonn. Nach Abschluss seines Studiums mit der Prüfung für das Höhere Lehramt, die er noch nicht 22-jährig mit Auszeichnung bestand, trat er 1835 eine Stelle als Probelehrer am königlichen Gymnasium in Düsseldorf, dem heutigen Görres-Gymnasium, an. Im Anschluss an das Probejahr arbeitete er dort zunächst als Hilfslehrer und unterrichtete an der dortigen Realschule, bis er 1838 eine Festanstellung am Marzellengymnasium, dem heutigen Dreikönigsgymnasium, in Köln erhielt. In Köln gab er in Folge auch Deutschunterricht an der „Höheren Töchterschule der Geschwister Schmitz“, die von seiner späteren Frau Christine Schmitz und deren Schwestern geleitet wurde.
1841 wurde Bone als Oberlehrer an die neugegründete Rheinische Ritterakademie, heute Silverberg-Gymnasium, in Bedburg/Erft berufen. Im Winter 1850/1851 verlieh ihm der Minister der geistlichen-, Unterrichts- und Medizinalangelegenheiten den Titel Professor.
1856 wurde Bone Direktor des Gymnasiums Petrinum Recklinghausen. 1859 wurde er auf Bestreben des Mainzer Bischofs Wilhelm Emmanuel von Ketteler zum Direktor des Mainzer Rabanus-Maurus-Gymnasiums berufen. 1864 wurde ihm wegen seiner pädagogischen Verdienste der Verdienstorden Philipps des Großmütigen (Ritter 1. Klasse) verliehen.
Im Zuge des Kulturkampfes wurde Bone nach mehreren Angriffen in der Presse aus liberalen Kreisen wegen seiner erklärt katholischen Grundeinstellung am 3. April 1873 in den vorzeitigen Ruhestand versetzt, wobei auf dem Pensionsdekret die vorgedruckten Worte „unter Anerkennung langjähriger, treuer Dienste“ durchgestrichen waren. 1876 widerriefen die Schulbehörden per Dekret die Zulassung seines „Lesebuches für höhere Lehranstalten“ in Hessen und Preußen.
1882 zog Bone nach dem Tod seiner beiden Söhne vorübergehend nach Wiesbaden, wo er an der Höheren Töchterschule das Fach Deutsch unterrichtete. 1890 kehrte er wieder nach Mainz zurück, wo seine Frau beerdigt liegt. Nach Ausbruch einer schweren Erkrankung im Winter 1892 zog er zu der Freundin einer Tochter nach Hattenheim, wo er am 10. Juni 1893 verstarb.
Heinrich Bone wurde auf dem Aureus-Friedhof in Mainz beigesetzt.

## Bedeutung

### Korrespondenz
Heinrich Bone pflegte zeit seines Lebens einen großen Freundes- und Bekanntenkreis. Hierzu zählen neben kirchlichen Würdenträgern wie Kardinal Melchior von Diepenbrock von Breslau, Kardinal Johannes von Geissel und Kardinal Philipp Krementz von Köln, Bischof Wilhelm Emmanuel von Ketteler von Mainz, der spätere Bischofsverweser von Mainz Christoph Moufang, Bischof Paul Leopold Haffner von Mainz, Weihbischof Johann Anton Friedrich Baudri von Köln, Bischof Konrad Martin von Paderborn, von welchem allein 250 an Bone gerichtete Briefe erhalten sind, auch bekannte Persönlichkeiten aus dem kulturellen Bereich, wie z. B. der Galeriedirektor und Maler Philipp Veit, der mit ihm gemeinsam den „Christlichen Kunstverein“ gründete, der Maler Friedrich Overbeck, die Musiker Felix Mendelssohn Bartholdy und Max Bruch oder aber auch der spätere Freiheitskämpfer und amerikanische Politiker Carl Schurz, der ihn in seinen Lebenserinnerungen ausdrücklich würdigt.

### Pädagogik
Bone interpretierte er seine Aufgabe als Pädagoge wie sein gesamtes Leben stets aus seiner katholischen Überzeugung heraus. Seine pädagogisch-literarische Bedeutung im 19. Jahrhundert beruhte – neben weiteren Schulbüchern, die große Verbreitung fanden – zu einem wesentlichen Teil auf seinem „Deutschen Lesebuch für höhere Lehranstalten“, das in zwei Bänden und 67 Auflagen seit 1840 erschien und zu einem Standardwerk an deutschen Gymnasien wurde und auch über die deutschen Grenzen hinaus in Belgien, Luxemburg und in Österreich Verbreitung fand, bis es infolge des Kulturkampfes von 1876 an in Preußen und Hessen für den Schulgebrauch nicht mehr zugelassen war und nachfolgend an Bedeutung verlor.

### Kirchenlied
Über das 19. Jahrhundert hinaus gewann Bone aber vor allem Bedeutung durch seine Kirchengesangbücher, insbesondere das Cantate!, das zwischen 1847 und 1879 in sieben Auflagen erschien und erstmals in zahlreichen deutschsprachigen Bistümern zu einem allgemein gebräuchlichen deutschsprachigen Gesangbuch wurde. Mit seinen Gesangbüchern, in denen er vielfach barocke und mittelalterliche Texte in die Sprache seiner Zeit übersetzte, verschaffte er traditionellem, voraufklärerischem Liedgut wieder Eingang in den katholischen Gottesdienst. Seine zahlreichen Neuübersetzungen und Textfassungen älterer Lieder haben teilweise die Zeiten bis heute überdauert. Auch von seinen eigenständigen Neuschöpfungen zu kirchlichen Festen und Themen wird manches bis heute gesungen.
Im gemeinsamen Teil des heutigen Gotteslob gehen auf ihn bzw. sein „Cantate!“ zurück (meist sprachlich überarbeitet):
- Herr, send herab uns deinen Sohn (GL 222, nach den O-Antiphonen)
- Lobpreiset all zu dieser Zeit (GL 258 = EG.West 550, Str. 1.2, Neujahr)
- Das ist der Tag, den Gott gemacht (GL 329, Str. 1.2.5, Ostern)
- der Pfingsthymnus Komm, Schöpfer Geist, kehr bei uns ein (GL 351)
- Zu dir, o Gott, erheben wir (GL 142, Gottesdienstbeginn)
- das Stabat mater Christi Mutter stand mit Schmerzen (GL 532)
- Maria aufgenommen ist (GL 522, Mariä Himmelfahrt)
- Alle Tage sing und sage (GL 526, nach Omni die dic Mariae)
- Die Te-Deum-Nachdichtung von Ignaz Franz Großer Gott wir loben dich (GL 380 = EG 331) fand in der Text- und Melodiefassung von Bones Cantate! ihre heutige Verbreitung.

In Diözesananhängen finden sich:
- Das Zeichen ist geschehen (Advent, Johannes der Täufer)
- Zu dir in schwerem Leid (Fastenzeit, Buße)
- Am Ölberg in nächtlicher Stille (Passion)
- Alleluja lasst uns singen (Ostern)
- O heiligste Dreieinigkeit (nach Friedrich von Spee, Dreifaltigkeitssonntag)
- Nun lasst uns aus der Seele Grund (Danklied für Errettung aus Not)
- Vater unser, der du wohnest (nach dem Vater unser)
- Nun lobet Gott und singet (Fronleichnam, Eucharistie)
- Christen, seht der Engel Speise (nach Lauda Sion)
- Die Jungfrau auserkoren (Mariä Geburt)
- Johannes, auserkoren (Johannestag)
- Zu der Apostel Preis und Ruhm (Apostelfest)
- Herr, segne ihn, den du erwählt (Priesterweihe)
- Herr, gib Frieden dieser Seele (Totengedächtnis, Requiem)
- Dir, Vater, tönt der Lobgesang (Kommunion).

Heinrich Bone gilt – neben den älteren Joseph Mohr und Christoph Bernhard Verspoell – als einer der bedeutendsten Vertreter des katholischen Kirchenliedes in der Zeit der katholischen Restauration des 19. Jahrhunderts nach der Säkularisation durch den Reichsdeputationshauptschluss.

## Ehrungen
In Recklinghausen ist seit 2018 der Heinrich-Bone-Platz in der Altstadt (vor der Gymnasialkirche) nach ihm benannt, in seinem Geburtsort Drolshagen trägt die Heinrich-Bone-Straße seinen Namen.

## Veröffentlichungen

### Selbständige Veröffentlichungen
- Gedichte. Schreiner, Düsseldorf 1838 (UB Bonn, EDDB Köln, StUB Köln, ULB Düsseldorf) (Digitalisierte Ausgabe der Universitäts- und Landesbibliothek Düsseldorf)
- Legenden. Renard, Köln 1839 (UB Bonn, StUB Köln, EDDB Köln)
- Veilchensamen. Neue Lieder für Kinder. Du Mont-Schauberg, Köln 1840; 18502; 3., illustr. Ausg. mit 6 Bildern im Farbdruck: Du Mont-Schauberg, Köln 1850 (UB Bonn, EDDB Köln, StUB Köln) Nachdruck 1858; Köln 18674
- Deutsches Lesebuch für höhere Lehranstalten, zunächst für die unteren und mittleren Klassen der Gymnasien mit Rücksicht auf schriftliche Arbeiten der Schüler, Bd. 1. Dietz, Köln 1840 (ULB Düsseldorf); Bd. 2.: Ebd. 1853; insges. 67 Auflagen
- Cantate! Katholisches Gesangbuch nebst Gebeten und Andachten für alle Zeiten und Feste des Kirchenjahres; Kirchheim, Schott und Thielmann, Mainz 1847; (Digitalisat); Schöningh Paderborn 1851. (Digitalisat); 7. Aufl. 1879
- Kleines Cantate. Katholisches Gesangbuch nebst einem vollständigen Gebet- und Andachtsbuche. Paderborn 1851; Ausgabe für Gymnasien: Schöningh, Paderborn 1859 (KPS Münster); Paderborn 18693
- Ueber den lyrischen Standpunkt bei Auffassung und Erklärung lyrischer Gedichte, mit besonderer Rücksicht auf Horaz. Köln 1851; Schöningh, Paderborn 1852 (ULB Münster)
- Melodieen zu dem katholischen Gesangbuche Cantate. Schöningh, Paderborn 1852, urn:nbn:de:bvb:824-esl-iv-33b-1.;  Schöningh, Paderborn 18582, urn:nbn:de:bvb:824-esl-iv-33a-5
- Orate! Katholisches Gebet- und Andachtsbuch; Schöningh, Paderborn 1853; Benziger, Einsiedeln 19015
- Sonette. Du Mont-Schauberg, Köln 1856 (UB Bonn, ULB Düsseldorf, StUB Köln)
- Buch der Altväter oder Bilder und Sprüche aus dem Leben der Einsiedler. Schöningh, Paderborn 1863 (KPS Münster, EDDB Köln)
- Gedenkblätter für Schule und Leben. Reden. Herder, Freiburg/Br. 1873 (StUB Köln, ULB Düsseldorf, KPS Münster)
- Das Te Deum. Foesser, Frankfurt/M. 1880, urn:nbn:de:bvb:824-esl-iii-194-2
- Über Roman und Romanlektüre. In: Frankfurter zeitgem. Broschüren N.F. 1880, H. 4, Foesser, Frankfurt/M. 1880, S. 108–132 (ÖB Aachen, StUB Köln)

### Unselbständige Veröffentlichungen
- Rheinische Provinzial-Blätter, 1832–1839 (Digitalisat) und (Digitalisat)
- Baehr: Rheinisch-Westfälisches Dichterbuch 1888, S. 329–331: Flüchtigkeit der Zeit; Zum Kinde auf dem Schooße
- Gott – Raßmann: Dt. Lesebuch für Unterklassen höherer Lehranstalten. Münster 18934, S. 244–246: Die Herde; Die Katze und der Hund; Der Mittelpunkt des Gartens; Die Hütte
- postum: Hüttemann 1898, S. 260 f.: Unsterblichkeit; Nachtgebet; Lebensgewinn; Die Traumfrau

### Herausgabe (zum Teil mit zahlreichen eigenen Beiträgen)
- Deutsches Lesebuch für höhere Lehranstalten, zunächst für die unteren und mittleren Klassen der Gymnasien mit Rücksicht auf schriftliche Arbeiten der Schüler. Bd. 1. Dietz, Köln 1840 (ULB Düsseldorf); Bd. 2: ebd. 1853; insges. 67 Auflagen
- Cantate! Katholisches Gesangbuch nebst Gebeten und Andachten für alle Zeiten und Feste des Kirchenjahres. Kirchheim, Schott und Thielmann, Mainz 1847 (SB Trier); Schöningh, Paderborn 1851 (KPS Münster); 18797
- Melodien zu dem katholischen Gesangbuche. Schöningh, Paderborn 1852 (StUB Köln); Schöningh, Paderborn 18582 (StUB Köln, KPS Münster)
- Handbuch für den deutschen Unterricht in den obern Klassen der Gymnasien […]. Du Mont-Schauberg, Köln 1853; 6 Auflagen
- Kleines Cantate. Katholisches Gesangbuch nebst einem vollständigen Gebet- und Andachtsbuche. Paderborn 1851; Ausgabe für Gymnasien: Schöningh, Paderborn 1859 (KPS Münster); Paderborn, 18693
- Deutsche Dichterperlen. Eine Auswahl des Guten und Schönen aus deutschen Dichtern seit Haller. 2 Bde. Harry und Cohnen, Bonn 1860 (ULB Münster, UB Bonn, StUB Köln)
- Lesegärtchen für die Mittelklassen höherer Töchterschulen und ähnlicher Anstalten. Du Mont-Schauberg, Köln 1857 (18764)
- Gaudeamus igitur! 100 auserlesene Volkslieder, zunächst für Gymnasien, zu Turn-Fahrten und geselligen Festen. Recklinghausen 1857; Coppenrath, Münster 18612
- Lateinische Dichter. Eine Auswahl für den Schulgebrauch. Mit Anmerkungen. 3 Bde. Du Mont-Schauberg, Köln 1870–1876 (StUB Köln); 18762